# Oëš
L'Oëš (in russo  Оёш?) è un fiume della Russia siberiana occidentale. Scorre nei rajon Kočenëvskij e Kolyvanskij dell'oblast' di Novosibirsk. 
Il fiume scorre con direzione prevalentemente nord-est. Unendosi con il fiume Čik forma il Čaus (affluente dell'Ob'). La sua lunghezza è di 107 km e il suo bacino è di 4610 km².